# 惱白鮭
惱白鮭，為輻鰭魚綱鮭形目鮭科的一種，為溫帶淡水魚，被IUCN列為易危保育類動物，分布於歐洲瑞士Morat湖流域，體長可達35公分，棲息在底中層水域，生活習性不明。